# Uptown Top Ranking
«Uptown Top Ranking» es una canción interpretada por las cantantes adolescentes jamaicanas Althea Forrest y Donna Reid, grabada cuando tenían 17 y 18 años, respectivamente. Lanzada en 1977, la canción es una improvisación de las cantantes sobre la pista Three piece suite del DJ Trinity. Las letras fueron escritas por el dúo y Errol Thompson. Fue producida por Joe Gibbs, utilizando una regrabación del riddim de la canción I'm still in love, de Alton Ellis, que ya había sido repopularizada en la década de 1970 por la versión de Marcia Aitken I'm still in love with you boy, y la ya mencionada pista Three piece suite
El disco se grabó inicialmente como una broma. Fue reproducido accidentalmente por el DJ John Peel de BBC Radio 1, lo que resultó en numerosas solicitudes de reproducciones adicionales. Con el apoyo temprano de Peel y una actuación en Top of the Pops, pronto se convirtió en un éxito sorpresa, alcanzando el número uno en la lista de sencillos del Reino Unido durante la semana del 4 de febrero de 1978. La canción se mantuvo un total de 11 semanas en la lista. Althea & Donna se convirtió en el dúo femenino más joven en alcanzar el puesto número uno en la lista del Reino Unido. Fue certificado disco de plata por la Industria Fonográfica Británica (BPI) el 16 de octubre de 2020.

## Posicionamiento

### Gráfica semanal
| Gráfica (1977–78)                       | Pico de posición |
| --------------------------------------- | ---------------- |
| Bélgica (Flandes) (Ultratop 50 Singles) | 23               |
| Irlanda (Irish Singles Chart)           | 2                |
| Países Bajos (Nederlandse Top 40)       | 24               |
| Países Bajos (Single Top 100)           | 25               |
| Reino Unido (UK Singles Chart)          | 1                |

### Gráfica de fin de año
| Gráfica (1978)                 | Pico de posición |
| ------------------------------ | ---------------- |
| Reino Unido (UK Singles Chart) | 20               |

## Certificaciones y ventas
| País              | Certificación | Ventas  |
| ----------------- | ------------- | ------- |
| Reino Unido (BPI) | Plata         | 200,000 |